# عملية عيون الحرامية
قتل 10 إسرائيليون في عملية عيون الحرامية  في يوم الإثنين 3 آذار/مارس 2002 في عملية قام بها قناص فلسطيني وحيد يدعى ثائر كايد حماد من قرية سلواد، واستهدفت حاجز عسكري إسرائيلي في واد عيون الحرامية شمال مدينة رام الله، استخدم فيها بندقية قديمة من الحرب العالمية الثانية ونحو ثلاثون طلق ناري، وقام ببعض التدريب في الوديان حول سلواد.

## الخلفية
كان في تلك المنطقة حاجز إسرائيلي يهين الفلسطينيين ويريهم الويل ويقهرهم ويذلهم ويعيقهم من الوصول إلى بلداتهم وقراهم فكانت هذه العملية للثأر والانتقام من هذا الحاجز وبعد العملية تم إزالة الحاجز بالكامل.

## الاحداث
دخل المسلح الفلسطيني الواد واستقر في تل كاشفة للحاجز لا يستطيع الجنود الإسرائيلييون رؤيته منها وكان بحوزة المسلح الفلسطيني بندقية (M1) أمريكية الصنع قديمة الطراز، وقام بإطلاق النار على الحاجز بأستمرار مما أدى إلى مقتل 11 جندي إسرائيلي ومستوطنان إسرائيليان وجرح 9، ولم يستطيع الجيش الإسرائيلي الإمساك بالمسلح أو قتله بسبب تضاريس الواد، وبعد مضي عامين على العملية تم القبض على المنفذ على إثر انفجار بندقيته وتناثر قطعها في الواد.

## رد فعل إسرائيل
قامت إسرائيل بعملية واسعة في منطقة رام الله تحديدا من أجل القبض على القناص المنفذ للعملة التي هزت صورة الجيش الإسرائيلي وبعد عامين من البحث والتحقيق من قبل أجهزة الأمن الإسرائيلية وبتاريخ 2\10\2004 اعتقل الجيش الإسرائيلي منفذ العملية وهو شاب من بلدة سلواد شمال رام الله يدعى (ثائر حماد) وتم محاكمته بسجن المؤبد 11 مرة.